# Czwarty rząd Helmuta Kohla
Czwarty rząd Helmuta Kohla – gabinet działający od 18 stycznia 1991 do 17 listopada 1994. Składał się z CDU/CSU i FDP, powstał w wyniku wygranych przez centroprawicę pierwszych od 1933 ogólnoniemieckich wyborów parlamentarnych.
| Funkcja                                                                     | Imię i nazwisko | Partia  |
| --------------------------------------------------------------------------- | --- | ------- |
| Kanclerz Federalny                                                          | Helmut Kohl | CDU     |
| Wicekanclerz                                                                | Hans-Dietrich Genscher (do 18 maja 1992) Jürgen Möllemann (do 21 stycznia 1993) Klaus Kinkel (od 21 stycznia 1993) | FDP     |
| Minister spraw zagranicznych                                                | Hans-Dietrich Genscher (do 18 maja 1992) Klaus Kinkel (od 18 stycznia 1993)                                        | FDP     |
| Minister spraw wewnętrznych                                                 | Wolfgang Schäuble (do 26 listopada 1991) Rudolf Seiters (do 7 lipca 1993) Manfred Kanther (od 7 lipca 1993)        | CDU     |
| Minister sprawiedliwości                                                    | Klaus Kinkel (do 18 maja 1992) Sabine Leutheusser-Schnarrenberger (od 18 maja 1992)                                | FDP     |
| Minister finansów                                                           | Theodor Waigel | CSU     |
| Minister gospodarki i technologii                                           | Jürgen Möllemann (do 21 stycznia 1993) Günter Rexrodt (od 21 stycznia 1993)                                        | FDP     |
| Minister rolnictwa, polityki żywnościowej i ochrony konsumentów             | Ignaz Kiechle (do 21 stycznia 1993) Jochen Borchert (od 21 stycznia 1993)                                          | CSU CDU |
| Minister pracy i polityki społecznej                                        | Norbert Blüm | CDU     |
| Minister obrony                                                             | Gerhard Stoltenberg (do 1 kwietnia 1992) Volker Rühe (od 1 kwietnia 1992)                                          | CDU     |
| Minister ds. rodziny i osób starszych                                       | Hannelore Rönsch                                                                                                   | CDU     |
| Minister ds. kobiet i młodzieży                                             | Angela Merkel | CDU     |
| Minister zdrowia                                                            | Gerda Hasselfeldt (do 6 maja 1992) Horst Seehofer (od 6 maja 1992)                                                 | CSU     |
| Minister transportu i budownictwa                                           | Günther Krause (do 13 maja 1993) Matthias Wissmann (od 13 maja 1993)                                               | CDU     |
| Minister środowiska, ochrony zasobów naturalnych i bezpieczeństwa jądrowego | Klaus Töpfer | CDU     |
| Minister poczty i telekomunikacji                                           | Christian Schwarz-Schilling (do 17 grudnia 1992) Wolfgang Bötsch (od 22 stycznia 1993)                             | CDU CSU |
| Minister planowania przestrzennego, budownictwa i polityki miejskiej        | Irmgard Schwaetzer                                                                                                 | FDP     |
| Minister badań naukowych i technologii                                      | Heinz Riesenhuber (do 21 stycznia 1993) Matthias Wissmann (do 13 maja 1993) Paul Krüger (od 13 maja 1993)          | CDU     |
| Minister oświaty i nauki                                                    | Rainer Ortleb (do 4 lutego 1994) Karl-Hans Laermann (od 4 lutego 1994)                                             | FDP     |
| Minister ds. współpracy gospodarczej i rozwoju                              | Carl-Dieter Spranger                                                                                               | CSU     |
| Minister ds. zadań specjalnych, szef Urzędu Kanclerza Federalnego           | Rudolf Seiters (do 26 listopada 1991) Friedrich Bohl (od 26 listopada 1991)                                        | CDU     |